# 바톤 핑크
《바톤 핑크》(Barton Fink)는 1991년 공개된 미국의 블랙 코미디 영화이다. 코언 형제가 각본과 감독, 제작을 담당하였다.

## 줄거리
1941년 뉴욕시. 바톤 핑크(Barton Fink: 존 터투로 분)는 보통 사람을 찬양하는 드라마를 써서 유명해진 극작가이다.
핑크의 대성공을 들은 헐리웃 영화계는 그를 스카웃하려한다.
내성적인 성격으로 진출을 망설이지만, 돈과 명예를 얻을 수 있다는 매니저의 권유로 LA로 간다.
기대와 불안감을 안고 캐피탈 영화사 사장인 잭 립닉(Jack Lipnick: 마이클 러너 분)과 첫 대면을 가진다.
수다스럽고 돈밖에 모르는 잭은 핑크에게 레슬링 시나리오를 써달라 부탁한다. 제안을 받아들인 핑크는 호텔로 돌아와 크게 후회한다.
레슬링을 본적도 없기 때문이다. 난감해진 핑크는 단 몇줄만을 써놓은 채 있다가 옆방에서 나는 남자의 울음소리,
그 소리가 시끄럽다고 불평했다가 찰리(Charlie Meadows: 존 굿맨 분)에게 얻어맞을 뻔한 일을 계기로 그와 친한 친구 사이가 된다.
핑크는 시나리오가 진전이 없어 고민하던 중 우연히 작가 W.P. 메이휴(W.P. Mayhew: 존 마호니 분)를 만나게 된다.
메이휴는 알콜 중독자로 타락하여 그의 비서 오드리(Audrey Taylor: 주디 데이비스 분)가 대필을 해주고 있는 형편이다.
잭 립닉에게 진행 상황을 보고해야할 시간은 다가오고, 작품은 안 되었고 할 수 없이 오드리에게 도움을 청하게 된다.
서로 외로운 처지의 두 사람은 핑크의 집에서 하룻밤 사랑을 나눈다.
잠에서 깬 핑크는 피투성이가 된채 살해된 오드리를 보고 경악한다. 당황한 핑크는 찰리에게 도움울 구한다.
찰리는 경찰에 신고하면 죄를 뒤집어 쓴다며 시체를 처리하고 사건을 숨긴다.
그후 찰리는 뉴옥 출장을 가면서 상자 하나를 맡긴다.
핑크는 찰리에게 가족이 사는 주소를 알려주며 찾아가면 잘해줄거라 말한다.
그뒤 두 형사가 그를 찾아온다.
그들은 핑크에게 찰리가 신분을 가장해 사람들을 죽인 후 목을 잘라 버리는 무시무시한 싸이코 킬러 문트라고 설명하며 당신도 공범자가 아니냐며 추궁한다.
놀라움에 떨면서, 오드리의 목이 들어있을지 모를 상자를 보며 영감을 얻은 핑크는 미친 사람처럼 시나리오를 쓰기 시작한다.
시나리오의 완성으로 기쁨에 들떠 있을 때, 찰리는 호텔에 불을 지르고 형사들을 모두 총으로 쏘아 죽인다.
그뒤 핑크에게 자신의 이야기를 한다. "사람들이 나를 뚱보라고 놀렸지.
그래서 죽인거야. 하지만 그것 보단 고통을 받으며 살아가는 인생들이 불쌍해서 죽여준 거지. 내가 오히려 도와준 셈이야"
그는 이 말을 남기며 불타는 자기 방으로 사라진다. 핑크는 자신의 가족도 살해된 것을 알게 되고,
오드리의 목이 들어있을지 모르는 가방을 든 채 호텔을 떠나 해변을 향한다.

## 출연
- 존 터투로 - 바톤 핑크
- 존 굿맨 - 찰리 메도우